# 池田多恵子
池田 多恵子（いけだ たえこ、11月29日 - ）は、日本の漫画家。女性。静岡県静岡市出身。
デビュー作は「EQUALロマンス」（ちゃおDX1990年新年号掲載）。
『ちゃお』1994年10月号から1995年8月号まで『とんでぶーりん』を同名のテレビアニメの放映と平行する形で連載。
その後、2000年代まで小学館の学年別学習雑誌で活動する。

## 作品リスト
- らびっとスピリッツ（1992年 - 1993年、別冊マーガレット、全3巻）
- 二代目ねずみ小僧 おりん参上!!（1994年、ちゃお、全1巻）
- とんでぶーりん（1994年 - 1995年、ちゃお、全3巻）
- 七月革命!!（1995年、ちゃお、全1巻）
- わがママ★baby（1996年、月刊MEGU、全1巻）
- ちちん・プイプイ（1997年、ちゃお、全1巻）
- ちぇんじTHEアイドル（1999年、小学四年生、全1巻）
- スイ〜ト♥いちごショコラ（2003年、小学三年生、全1巻）
- リリカル☆ふぁんたじあ（2005年、小学三年生、単行本未出版）
- 空色のおんぷ（2006年、小学四年生、単行本未出版）
- 空色のエプロン（2007年、小学四年生、単行本未出版）
- きらりん☆レボリューション 特別編（2006年 - 2009年、小学二年生 - 小学四年生、てんとう虫コミックススペシャル、全6巻）（原作：中原杏）
- 極上!!めちゃモテ委員長（2009年、小学二年生、単行本未出版）（原作：にしむらともこ）
- ひなピヨ（2009年、小学三年生、単行本未出版）

## 漫画の『とんでぶーりん』とアニメの『とんでぶーりん』の関係
アニメの『とんでぶーりん』は1993年『ちゃおデラックス』秋の増刊号に掲載された『ビビデ・バビデ・ぶーりん!!』（『二代目ねずみ小僧 おりん参上!!』に収録）を元にして制作されており、1994年9月放送開始のアニメの『とんでぶーりん』と漫画の『とんでぶーりん』の制作は同時進行であった。そのため、漫画の『とんでぶーりん』は「原作権を持つコミカライズ版」という扱いであるがアニメの放送開始直後に森真理の『なーんとなくブーリン』との類似が問題視されたため、『なーんとなくブーリン』は原案ということになった。